# Aglona kommun
Aglona kommun (lettiska: Aglonas novads) var en kommun i Lettland. Den låg i den sydöstra delen av landet, 210 km sydost om huvudstaden Riga. Antalet invånare var 4 561. Arean var 393 kvadratkilometer. Kommunens centralort var Aglona.
Följande samhällen fanns i Aglona kommun:
- Aglona

## Administrativ historik
Kommunen bildades 2009 genom en sammanslagning av Aglona socken, Grāveri socken, Kastuļina socken och Šķeltova socken. 
2021 delades kommunen upp mellan Preiļi kommun och Krāslava kommun. Aglona socken blev del av Preiļi kommun och Grāveri socken, Kastuļina socken och Šķeltova socken blev del av Krāslava kommun.